# Mélodrame (cinéma)
Pour les articles homonymes, voir Mélodrame.

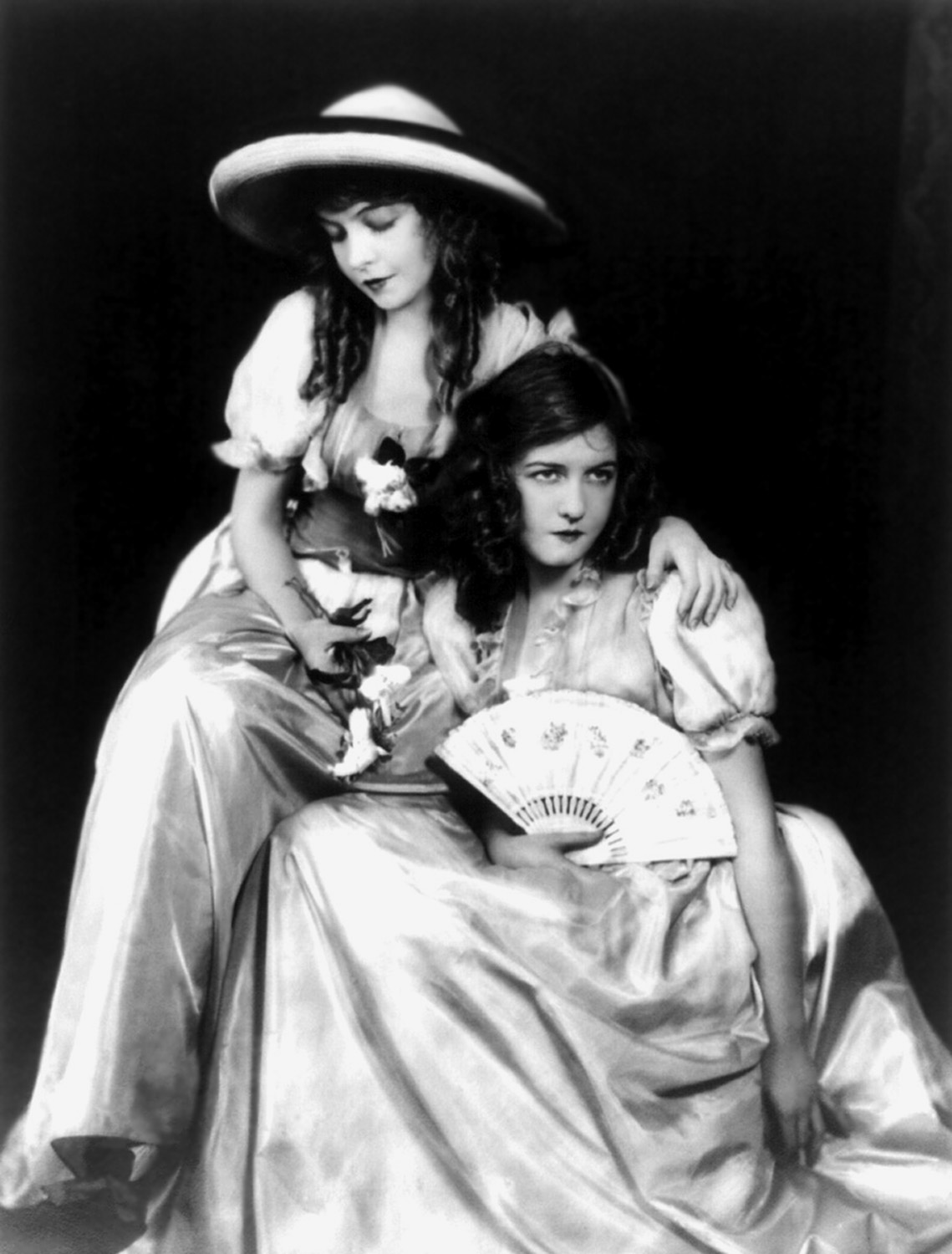
Les Deux Orphelines, de D. W. Griffith.

Au XIXe siècle, le mélodrame est un genre théâtral dramatique populaire, héritier du drame bourgeois et du théâtre de foire. Il se caractérise par l'emphase du style, l'exacerbation des émotions, le schématisme des ressorts dramatiques et l'invraisemblance des situations opposant des figures manichéennes. Les élans dramatiques sont par ailleurs soulignés par des plages musicales et le paroxysme y était allègrement employé pour susciter l'émotion du spectateur. Ce genre est presque immédiatement utilisé dans le cinéma muet. 

## Débuts au cinéma
Peu après sa naissance, le cinéma reprend ce genre théâtral pour produire des films constitués d’une série d’oscillations violentes entre les moments de bonheur et les moments de détresse présentés avec la menace constante que le pire triomphe. Les personnages représentent plus des fonctions ou des idées opposées que des individus. Les Deux Orphelines de David Wark Griffith est considéré comme le film qui opère le passage définitif du mélodrame du théâtre au cinéma.
Dès ses débuts, le genre est méprisé ou minimisé et souffre d'une utilisation péjorative : le « mode mélodramatique » est réduit à une recette narrative qui manipulerait l'émotion du public et n’offrirait qu’une représentation indigente et excessive. Le mot lui-même se définit mal, entre grand spectacle, sensationnalisme, affrontement de figures morales, rhétorique de l'excès ou plus tard, psychologie du sacrifice et pathos. La confusion joue également sur le fait que le mélodrame inclut à la fois l’effet produit sur les spectateurs et les moyens mis en œuvre pour y parvenir. Plusieurs études actuelles tendent à réhabiliter son importance.

## Caractéristiques
Les films mélodramatiques reprennent la figure de la victime et s'orientent vers le spectaculaire, le romanesque et la catastrophe. Les héros vivent très souvent le choc de la reconnaissance et sont en quête du paradis perdu de l'enfance dans une imagerie où emphase et lyrisme restent de mise.
Le mélodrame prête donc assez peu d'intérêt à une peinture de caractères vraisemblable; son but premier est l'illustration de situations pathétiques. Dès ses débuts, il prend pour modèle le roman du XIXe siècle (notamment la structure du roman-feuilleton). Il a d'ailleurs eu tendance à combiner, de manière rocambolesque, intrigues sentimentale et historique, voire guerrière comme dans Senso de Luchino Visconti et Le Temps d'aimer et le temps de mourir de Douglas Sirk. 
Il met souvent en scène des conflits de pouvoir et de sentiments entre des êtres appartenant à un milieu social aisé. Néanmoins, la pauvreté peut être un élément clé du récit, notamment le motif de l'amour contrarié par la différence de milieu à la suite d'une ascension subite de l'un des amants (L'Opinion publique de Charles Chaplin). Les thèmes principaux tournent autour de l'innocence persécutée, la foi trahie, la mise en couple contrariée, l'amitié hypocrite ou éternelle, l'amour absolu, les coups de la fortune imprévus, les enfants trouvés, les héritages captés, la vengeance implacable et le triomphe du faible suivant celui du tyran ou du méchant. Né en temps de crise, le mélodrame correspond à un contexte idéologique, politique et moral que certains jugent réactionnaire. Les valeurs qu'incarnent plusieurs personnages sont liées aux représentations d'une époque révolue et apparaissent démodées aux yeux du public actuel : pudeur dans l'expression des sentiments, haute idée de la dignité humaine, même bafouée...

## Le mélodrame des années 1950
À la fin des années 1940, le mélodrame s'intéresse à des figures féminines en quête d'émancipation, menacées par la société patriarcale (Pris au piège de Max Ophüls). Tout ce que le ciel permet de Douglas Sirk (1955) installe un univers cossu, banlieusard et provincial caractéristique, repris plus tard par Todd Haynes dans Loin du paradis ou Marc Cherry dans la série Desperate Housewives. Souvent lié à la tragédie, le mélodrame retravaille à partir des années 1950 la généalogie et les images œdipiennes : la figure du père oscille entre patriarche castrateur et mari soumis (La Chatte sur un toit brûlant, Derrière le miroir, À l'est d'Eden...).      
Le mélo s'assimile aisément à d'autres registres comme le fantastique (L'Aventure de madame Muir et Pandora qui s'ancrent dans la tradition du mélodrame fantastique victorien, inspiré du roman gothique ou encore Les Contes de la lune vague après la pluie). Il peut aussi s'apparenter librement à une fresque historique (Autant en emporte le vent, Madame Miniver, Le Docteur Jivago), une comédie musicale (Une étoile est née, West Side Story) ou un film d'amour (Elle et lui) ce qui complique sa définition comme genre, style ou forme.
L'arrivée du technicolor lui permet d'utiliser la couleur comme ressort central de son expressivité ce qu'inaugure Autant en emporte le vent en 1939, le tableau-phare de l’école mélodramatique moderne portée par une esthétique romantique et une palette éclatante de teintes automnales.

## Deux courants opposés
Deux tendances du mélodrame sont mises en opposition : le mélodrame sérieux, fidèle aux thèmes du genre mais maîtrisant ses effets pour véhiculer un message social ou moral (Les Plus Belles Années de notre vie, Madame Miniver, Tant qu'il y aura des hommes) et le mélodrame flamboyant, tourné vers l'onirisme, l'imaginaire romanesque et l'artificialité revendiquée (Douglas Sirk, Leo McCarey, Vincente Minnelli...). On peut retrouver cette opposition aujourd'hui entre les mélodrames de Clint Eastwood (Sur la route de Madison, Million Dollar Baby) et de Pedro Almodóvar (Talons aiguilles, Volver).
D'ailleurs, un certain discours critique a alimenté une confusion dans l'esprit des spectateurs : on a souvent considéré le mélodrame stylisé à l'extrême tel que l'illustre Sirk (outrance visuelle, kitsch, partition musicale omniprésente qui exprime la perdition émotionnelle et morale des personnages, etc.) comme l'essence du genre alors qu'il en est une expression particulière. La dramaturgie mélodramatique prend en effet des significations diverses selon les cinéastes : Rainer Werner Fassbinder rapproche par exemple sentiment exacerbé et réflexion politique.

## Renaissance
Tombé en désuétude dans les années 1960 avec l'effondrement des grands studios, le genre intéresse peu les nouveaux indépendants qui s'emparent du système dans les années 1970 mais il connaît une renaissance dans les années 1980 et 1990 grâce à des œuvres comme Out of Africa (1985), Le Patient anglais (1996) et Titanic (1997). 
Dans les années 2000, le genre est repris par des réalisateurs cinéphiles qui en font un objet de culte, entre hommage et pastiche : Todd Haynes, Pedro Almodóvar, François Ozon... La découverte par le public occidental des productions Bollywood entraîne par ailleurs un vif intérêt pour le mélodrame exotique, mâtiné de numéros musicaux (La Famille indienne, Devdas...).

## Mélodrames télévisés
À la télévision, le soap opera peut être considéré comme le continuateur du mélodrame, tant sur le plan de la narration que de la thématique. En attestent son goût du paroxysme, son imaginaire archaïque où pouvoir, familles et généalogie sont liés et son recours à un temps cyclique ou feuilletonnesque, éloigné de toute vraisemblance (improbables coups de théâtre, deus ex machina, retour de personnages censés être morts, enfants devenant soudainement adolescents ou adultes...).

## Les grands noms
- Cinéastes célèbres pour leurs mélodrames : Yevgeni Bauer, Alfred Machin, David Wark Griffith, Charles Chaplin, Erich von Stroheim, Marcel L'Herbier, Max Ophüls, William Wyler, Kenji Mizoguchi, John Stahl, King Vidor, Douglas Sirk, Luchino Visconti, Rainer Werner Fassbinder, Paul Vecchiali...
- Actrices célèbres pour leurs rôles mélodramatiques : Lillian Gish, Barbara Stanwyck, Bette Davis, Joan Crawford.

## Filmographie partielle[3],[4]
- 1914 : Maudite soit la guerre d'Alfred Machin
- 1915 : Forfaiture de Cecil B. DeMille
- 1918 : Maris aveugles d'Erich von Stroheim
- 1919 : Le Lys brisé, de D. W. Griffith
- 1920 : À travers l'orage, de D. W. Griffith
- 1921 : Les Deux Orphelines, de D. W. Griffith
- 1921 : Le Kid, de Charles Chaplin
- 1921 : Folies de femmes, d'Erich von Stroheim
- 1922 : Bêtes... comme les hommes d'Alfred Machin
- 1923 : L'Opinion publique de Charles Chaplin
- 1926 : The Impostor de Chester Withey
- 1927 : L'Aurore de F. W. Murnau
- 1928 : La Reine Kelly (Queen Kelly) d'Erich von Stroheim
- 1929 : Loulou et Le Journal d'une fille perdue de Georg Wilhelm Pabst
- 1934 : Le Bonheur de Marcel L'Herbier
- 1935 : Le Mouchard de John Ford
- 1935 : Le Secret magnifique de John M. Stahl
- 1936 : Le Roman de Marguerite Gautier (Camille) de George Cukor
- 1936 : Das Schloß in Flandern de Géza von Bolváry
- 1937 : Forfaiture de Marcel L'Herbier (remake du précédent)
- 1937 : Stella Dallas de King Vidor
- 1937 : La Lumière verte (Green Light) de Frank Borzage
- 1937 : Paramatta, bagne de femmes (Zu neuen Ufern) de Detlef Sierck (Douglas Sirk)
- 1938 : L'Insoumise de William Wyler
- 1939 : Victoire sur la nuit d'Edmund Goulding
- 1939 : La Vieille Fille d'Edmund Goulding
- 1939 : Autant en emporte le vent de Victor Fleming[6]
- 1940 : La Lettre de William Wyler
- 1942 : Une femme cherche son destin d'Irving Rapper
- 1942 : Madame Miniver de William Wyler
- 1942 : Le Lit à colonnes de Roland Tual
- 1946 : Humoresque, de Jean Negulesco
- 1946 : Les Plus Belles Années de notre vie de William Wyler
- 1947 : L'Aventure de madame Muir de Joseph L. Mankiewicz[7]
- 1947 : La Fière Créole de John M. Stahl
- 1948 : Les Chaussons rouges de Michael Powell et Emeric Pressburger
- 1948 : Lettre d'une inconnue de Max Ophüls
- 1949 : Pris au piège (Caught) de Max Ophüls
- 1950 : Boulevard du crépuscule (Sunset Boulevard) de Billy Wilder
- 1951 : Miss Oyu de Kenji Mizoguchi
- 1951 : Bellissima de Luchino Visconti
- 1951 : Pandora d'Albert Lewin
- 1953 : Madame de... de Max Ophüls
- 1953 : Contes de la lune vague après la pluie de Kenji Mizoguchi
- 1953 : Tant qu'il y aura des hommes (From Here to Eternity) de Fred Zinneman
- 1954 : Une étoile est née de George Cukor
- 1954 : La Comtesse aux pieds nus, de Joseph L. Mankiewicz
- 1954 : Le Secret magnifique, de Douglas Sirk (remake du précédent)
- 1954 : Senso de Luchino Visconti
- 1955 :  1956, 1959 : Trilogie d'Apu, de Satyajit Ray
- 1955 : Tout ce que le ciel permet, de Douglas Sirk
- 1955 : À l'est d'Eden d'Elia Kazan
- 1955 : Nuages flottants de Mikio Naruse
- 1956 : Écrit sur du vent de Douglas Sirk
- 1956 : Derrière le miroir de Nicholas Ray
- 1956 : Géant de George Stevens
- 1957 : L'Arbre de vie, d'Edward Dmytryk
- 1957 : Elle et lui de Leo McCarey
- 1958 : Le Temps d'aimer et le temps de mourir de Douglas Sirk
- 1958 : Comme un torrent de Vincente Minnelli
- 1958 : La Chatte sur un toit brûlant de Richard Brooks
- 1960 : Rocco et ses frères de Luchino Visconti
- 1959 : Mirage de la vie, de Douglas Sirk
- 1962 : La Source thermale d'Akitsu, de Kiju Yoshida
- 1962 : Les Mystères de Paris d'André Hunebelle
- 1966 : L'Incompris (Incompreso) de Luigi Comencini
- 1966 : Le Docteur Jivago de David Lean
- 1970 : La Fille de Ryan de David Lean
- 1972 : Les Larmes amères de Petra von Kant de Rainer Werner Fassbinder
- 1973 : Nos plus belles années de Sydney Pollack
- 1974 : Tous les autres s'appellent Ali de Rainer Werner Fassbinder
- 1976 : L'Innocent de Luchino Visconti
- 1978 : Corps à cœur de Paul Vecchiali
- 1979 : Tess de Roman Polanski
- 1980 : Lili Marleen de Rainer Werner Fassbinder
- 1983 : Tendres Passions (Tearms of Endearment) de James L. Brooks
- 1985 : Out of Africa de Sydney Pollack
- 1992 : Talons aiguilles de Pedro Almodóvar
- 1993 : La Leçon de piano de Jane Campion
- 1993 : Adieu ma concubine de Chen Kaige
- 1995 : Sur la route de Madison (The Bridges of Madison County) de Clint Eastwood
- 1996 : Breaking the Waves de Lars von Trier
- 1996 : Le Patient anglais (The English Patient) d'Anthony Minghella
- 1999 : Tout sur ma mère de Pedro Almodóvar
- 1997 : Titanic de James Cameron
- 2000 : Dancer in the Dark de Lars von Trier
- 2001 : La Famille indienne de Karan Johar
- 2002 : Parle avec elle de Pedro Almodóvar
- 2002 : Devdas de Sanjay Leela Bhansali
- 2002 : Dolls de Takeshi Kitano
- 2002 : Loin du paradis de Todd Haynes
- 2003 : New York Masala de Nikhil Advani
- 2004 : Million Dollar Baby de Clint Eastwood
- 2005 : Le Temps qui reste de François Ozon
- 2006 : Volver de Pedro Almodóvar
- 2007 : Angel de François Ozon
- 2009 : Étreintes brisées de Pedro Almodóvar
- 2009 : Amore de Luca Guadagnino
- 2011 : La piel que habito de Pedro Almodóvar
- 2013 : The Immigrant de James Gray
- 2015 : Carol de Todd Haynes
- 2016 : Julieta de Pedro Almodóvar